# Redes de Desenvolvimento da Maré
A Redes de Desenvolvimento da Maré é uma organização não governamental brasileira criada em 2007 por moradores e ex-moradores do Complexo da Maré (bairro), um dos maiores conjuntos de favelas do Rio de Janeiro que oferece oportunidades em educação e trabalho para a classe residente no complexo. . Foi fundada pela atual diretora, Eliana Sousa Silva, que  destacou-se em diversos prêmios, entre eles: Rotary Club do Rio de Janeiro (2005), Prêmio Claudia - categoria trabalho social, Editora Abril (2004) e Ashoka Empreendedores Sociais, Ashoka (2000). Eliana Silva também possui experiência em consultoria de outras instituições, como o Canal Futura e Associação Cidade Escola Aprendiz, de São Paulo.
Atualmente a Redes da Maré conta com uma equipe de 160 pessoas, desenvolvendo projetos que incluem eixos como educação, arte e cultura, comunicação e segurança pública por meio integrações que contribuam para o desenvolvimento da Maré e diminuição da violência no local utilizando como base os Direitos Humanos. Seu foco inicial era trabalhar com jovens e crianças, mas hoje em dia atende um vasto público, o qual 90% são moradores das 16 favelas que formam o complexo. .

## História da Fundação
A Redes da Maré foi fundada oficialmente em 2007, apesar de ser um projeto antigo idealizado por um grupo de moradores que atuam na Maré desde 1980, resultado de um desmembramento do Centro de Estudos e Ações Solidárias da Maré (Ceasm), ONG fundada em 1997. Os fundadores da Ceasm procuravam uma nova forma de atuar na Maré, que contasse com a mobilização das pessoas. O primeiro projeto a ser criado foi um curso pré-vestibular comunitário com  proposta de guiar jovens a ingressarem na universidade. Por volta da década de 1990, o projeto contava com mais de 90 núcleos, porém não chegou a atingir uma mobilização suficiente e muitos cursos não se sustentaram, perdendo sua lógica inicial. . 

## Ações

### Projeto Novos Saberes
Criado em parceria com o Observatório de Favelas (instituição civil que conduz pesquisas, atividades de capacitação e ações públicas em busca de propostas relacionadas à favela e ao meio urbano), o projeto desenvolve um curso preparatório de pós-graduação e mestrado para graduandos de origem popular na área de ciências humanas, de maneira a contribuir para a evolução da multiplicidade de diferentes perfil socioeconômico e racial dos matriculados em universidades brasileiras. As aulas ocorrem nas sedes do Observatório de Favelas e da Redes da Maré, onde são discutidos assuntos que tratam sobre produção de texto acadêmico, metodologia de pesquisa e língua estrangeira instrumental, requisitos exigidos para o ingresso em cursos de pós-graduação e mestrado. . .

### A Maré que Queremos
O projeto teve início em 2009 e reúne mensalmente os moradores da Maré para discutir e demandar mudanças na política pública com relação à educação, cultura, lazer, transporte público, infraestrutura, sustentabilidade ambiental e principalmente segurança. Há alguns anos, reivindicações vêm sendo elaboradas para denunciar as ações do exército e os altos índices de violência aos moradores do Complexo da Maré. .

### Programa Criança Petrobras na Maré
Ação desenvolvida em parceria com a Petrobras e a Secretaria Municipal de Educação do Rio de Janeiro com a finalidade de melhorar a qualidade da educação por meio de atividades que despertem o potencial pedagógico, intelectual, criativo e artístico, como por exemplo, escola de dança adaptada, oficinas de grafite e música, procurando envolver além de famílias e professores, diversas instituições sociais e organizações parceiras. .